# Friedrich Raben
Friedrich Raben (* 7. März 1854 in Apenrade; † 27. April 1913 in Hamburg) war ein deutsch-dänischer Kaufmann und Unternehmer.

## Leben
Raben war der Sohn des Reeders, Kapitäns und späteren Senators in Apenrade Gustav Ferdinand Theodor Raben und dessen Frau Auguste Mathilde Andrea Raben, geborene Ipland.
Sein Vater, der zu seiner Zeit einer der reichsten und unternehmungslustigsten Männer Apenrades war, begann seine Karriere auf See und wurde Kapitän, ging aber später an Land und etablierte sich als Reeder und Werftbesitzer. In den 1870er Jahren war er mit einer Flotte von 17 Schiffen der größte Reeder der Stadt geworden. Auf seiner Werft wurden 25 große Holzschiffe hauptsächlich für die eigene Reederei gebaut. Er klammerte sich hartnäckig an Holz und Segel, auch als Eisen- und Dampfschiffe ihre Überlegenheit gezeigt hatten. Gustav Raben engagierte sich auf deutscher Seite und wurde erster Senator in der Stadtregierung. 
Seine Mutter stammt aus der Apenrader Kapitänsfamilie Ipland.
Nach seiner Ausbildung in London und Kopenhagen trat er zunächst in die Firma seines Vaters ein, der neben seiner Reederei eine Werft betrieb. Diese fertigte insbesondere Schiffe für den ausgeprägten Handel Apenrades mit China und Ostasien.
Rabens unternehmerische Tätigkeiten waren äußerst diversifiziert. Neben Beteiligungen an mehreren Reedereien, war er Eigentümer der Crusauer Kupfer- und Messingfabrik. Im Jahr 1894 ließ er sich in Hamburg nieder und verfolgte nun auch kaufmännische Tätigkeiten im Immobiliengeschäft. Er war darüber hinaus Aufsichtsratsmitglied in verschiedenen Unternehmen.